# Romance Dawn
Unter dem Titel Romance Dawn verfasste Mangaka Eiichirō Oda in seiner Zeit als Assistent bei Nobuhiro Watsuki zwei Kurzgeschichten, die als Vorläufer seiner erfolgreichen Serie One Piece anzusehen sind, deren erstes Kapitel mit Erscheinung in der Shōnen Jump ebenfalls den Titel trägt.
Die erste, eine 48 Seiten lange Version der Geschichte, erschien im August 1996 in einer Sonderausgabe des japanischen Manga-Magazins Shōnen Jump und später im Sonderband One Piece Red. Eine zweite, drei Seiten kürzere Version wurde im Herbst 1996 im Shōnen Jump veröffentlicht, die später auch 1998 in Japan veröffentlichten Kurzgeschichten-Sammelband Wanted! enthalten. Diese Version ist in Deutschland zum Start des Banzai!-Magazins erschienen, ehe Odas Wanted! später auch in deutscher Sprache veröffentlicht wurde.
Die erste Version wurde durch Toei Animation animiert und von September bis November 2008 im Rahmen der Jump Super Anime Tour an ausgewählten Standorten in Japan mit anderen Kurzfilmen gezeigt. Im April 2019 wurde bekannt, dass die zweite Version von Toei Animation ebenfalls verfilmt wird. Das Special wurde für das 20. Jubiläum des Animes produziert und wurde am 20. Oktober 2019 in Japan ausgestrahlt, genau am selben Tag, an dem die erste Folge der Anime-Serie One Piece im Jahr 1999 lief.

## Handlung
In der ersten Kurzgeschichte geht es um Ruffy, der seit einiger Zeit Pirat ist und die Meere bereist. Als Segel für sein kleines Boot dienen ihm die Flaggen der Piratenbanden, die zu den Morgania gehören und die er als sogenannter Peacemain auf seinem Weg besiegt. In der Nähe einer Insel trifft er auf eine weitere Morgania-Bande, die unter der Flagge von Garry, dem Sichelbärtigen segelt. Ruffy fackelt nicht lange, überrumpelt die Besatzung und kapert das Schiff, während man sich in einer Stadt auf der Insel auf die Ankunft des Piratenschiffs vorbereitet. Unter den ängstlichen Bewohnern ist jedoch nur eine junge Frau bereit, gegen die herannahenden Piraten in den Kampf zu ziehen: Silk.
Nachdem das Schiff angelegt hat und Ruffy die Insel betritt wird er von den sich versteckenden Bewohnern für Garry gehalten und schließlich von Silk in einem Wirtshaus angegriffen. Doch schon kurz darauf lernen sich die beiden näher kennen: Ruffy erzählt Silk von seiner Vergangenheit und davon, dass er nicht zur Masse der Piraten gehören will, die plündern, morden und brandschatzen, also den Morgania. Sein Traum ist es viel mehr zu einem Peacemain zu werden, welche die Morgania jagen. Silk wiederum ist die Tochter eines Piraten, der sie ausgesetzt hat und in der Stadt ihre Heimat gefunden hat.
Im Laufe dieses Gesprächs gelingt es Garry und seiner Bande sich auf die Insel zu schleichen. Vor dem Wirtshaus, in dem sich Ruffy und Silk unterhalten haben, stellt er die beiden, doch schlägt sie Ruffy in die Flucht, als sie erkennen müssen, dass er mit seinen Kräften als „Gummimensch“ überlegen ist. Dennoch wird Ruffy von den Bewohnern des Dorfs überrumpelt und gefesselt, die ihn nach wie vor mit Garry verwechseln, der nun selbst den Augenblick nutzt, um das Dorf auszurauben, Ruffy um seinen Schatz – den Strohhut, den er von seinem großen Vorbild Shanks erhalten hatte – zu erleichtern und ihn dann ins Meer zu werfen.
Als Garry dann mit seiner Mannschaft und seinem Schiff die Insel verlässt, rettet Silk ihren neuen Freund und zieht ihn ans Ufer, der sich daraufhin mit seinen Gum-Gum-Kräften auf Garrys Schiff katapultiert. Er versenkt das Schiff kurzerhand mit nur einem Schlag und bringt der Stadt das, was er für den geraubten Schatz hält, ehe er sich mit der erbeuteten Flagge als neuem Segel wieder auf den Weg macht.
Jahre später ist Ruffy selbst Kapitän eines Piratenschiffs und bereist mit Garry und Silk in seiner Mannschaft die Weltmeere. 
Die zweite Version der Geschichte lässt Ruffy in die Gefangenschaft eines anderen Morganiers mit Namen Spiel, der Sechseckige geraten, als der seltene Roc – eine Art „Pandavogel“ – mit Namen Ballon auf sein Boot herabstürzt und Ruffy sich über Spiels Kopfform lustig macht. In der Brig von Spiels Schiff unterhält sich Ruffy mit Ann, der Ballon gehört seit sie ein Kind war und der für sie ihr Schatz ist, ähnlich wie Ruffys Strohhut, der in dieser Version der Geschichte von Ruffys Großvater stammt. Als Ruffy schließlich sich und Ann mit seinen Teufelskräften aus der Zelle befreit, bittet seine Zellengenossin ihn darum, mit ihr Ballon zu befreien, doch Ruffy will sich auf dem Schiff nur ein neues Boot suchen.
Ann wird von Spiel angeschossen, kurz bevor sie ihren Ballon aus seiner Zelle befreien kann, und auch auf Ruffy schießt Spiel, von dessen Gummikörper die Kugeln jedoch zurückgeschleudert werden. In einem unachtsamen Moment, gelingt es Spiel, sich mit Ballon davonzustehlen, doch kann Ruffy ihn noch einholen und den Roc befreien, der daraufhin mit seinem Befreier zu Ann zurückkehrt.

## Verfilmungen

### Romance Dawn 1 (2008)
Die 2008 veröffentlichte Verfilmung der ersten Geschichte versetzt die Handlung in die des Mangas, nachdem Ruffy und seine Bande die Thriller Bark verlassen haben. Abgesehen von Detailänderungen ändert sich nichts am grundlegenden Handlungsverlauf. Die restlichen Mitglieder der Strohhutbande tauchen ebenfalls im Film auf, obwohl es die im Manga überhaupt nicht gab. Protagonisten des Specials sind Monkey D. Ruffy und Silk, sowie Antagonist Garry.
Nach dem Ende der Anime Tour 2008 wird der Film bis zum 31. Januar 2009 kostenlos zum Anschauen als Internet-Stream bereitgestellt. Der Film wird in japanischem Originalton übertragen, enthält aber optional zuschaltbare Untertitel in Englisch, Deutsch und Französisch.
Bei der Synchronisation der Verfilmung griff man auf die Sprecher der Fernsehserie zurück.
| Rolle                | Japanischer Sprecher |
| -------------------- | -------------------- |
| Monkey D. Ruffy      | Mayumi Tanaka        |
| Silk                 | Kaya Matsutani       |
| Garry                | Rikiya Koyama        |
| Lorenor Zorro        | Kazuya Nakai         |
| Nami                 | Akemi Okamura        |
| Lysop                | Kappei Yamaguchi     |
| Vinsmoke Sanji       | Hiroaki Hirata       |
| Tony Chopper         | Ikue Ōtani           |
| Nico Robin           | Yuriko Yamaguchi     |
| Cutty „Franky“ Framm | Kazuki Yao           |
| Brook                | Yūichi Nagashima     |
| Shanks               | Shūichi Ikeda        |
| Gol D. Roger         | Mahito Oba           |
| Erzähler             | Mahito Oba           |

### Romance Dawn 2 (2019)
Im April 2019 wurde bekannt, dass die zweite Version von Toei Animation ebenfalls verfilmt wird. Diese wurde am 20. Oktober 2019 als Episode 907 von One Piece bei Fuji TV erstausgestrahlt. Die deutsche Fassung der Episode wurde am 14. März 2022 bei ProSieben MAXX erstausgestrahlt.